# Grigory Verichev
Grigory Verichev (né le 4 avril 1957 et mort le 25 mai 2006) est un judoka soviétique. Il participe aux Jeux olympiques d'été de 1988 dans la catégorie des poids lourds et remporte la médaille de bronze.

## Palmarès

### Jeux olympiques
- Jeux olympiques de 1988 à Séoul,  Corée du Sud
  -  Médaille de bronze